# Crespos (kommunhuvudort)
Crespos är en kommunhuvudort i Spanien.   Den ligger i provinsen Provincia de Ávila och regionen Kastilien och Leon, i den centrala delen av landet, 120 km väster om huvudstaden Madrid. Crespos ligger 927 meter över havet och antalet invånare är 632.
Terrängen runt Crespos är platt. Runt Crespos är det glesbefolkat, med 12 invånare per kvadratkilometer. Närmaste större samhälle är Peñaranda de Bracamonte, 19,5 km väster om Crespos. Trakten runt Crespos består till största delen av jordbruksmark.